# Kliukî, Tetiiv
Kliukî (în ucraineană Клюки) este localitatea de reședință a comunei Kliukî din raionul Tetiiv, regiunea Kiev, Ucraina.

## Demografie
Componența lingvistică a localității Kliukî
     Ucraineană (99,13%)
     Alte limbi (0,87%)
Conform recensământului din 2001, majoritatea populației localității Kliukî era vorbitoare de ucraineană (99,13%), existând în minoritate și vorbitori de alte limbi.